# Kupferberg (Sekt)

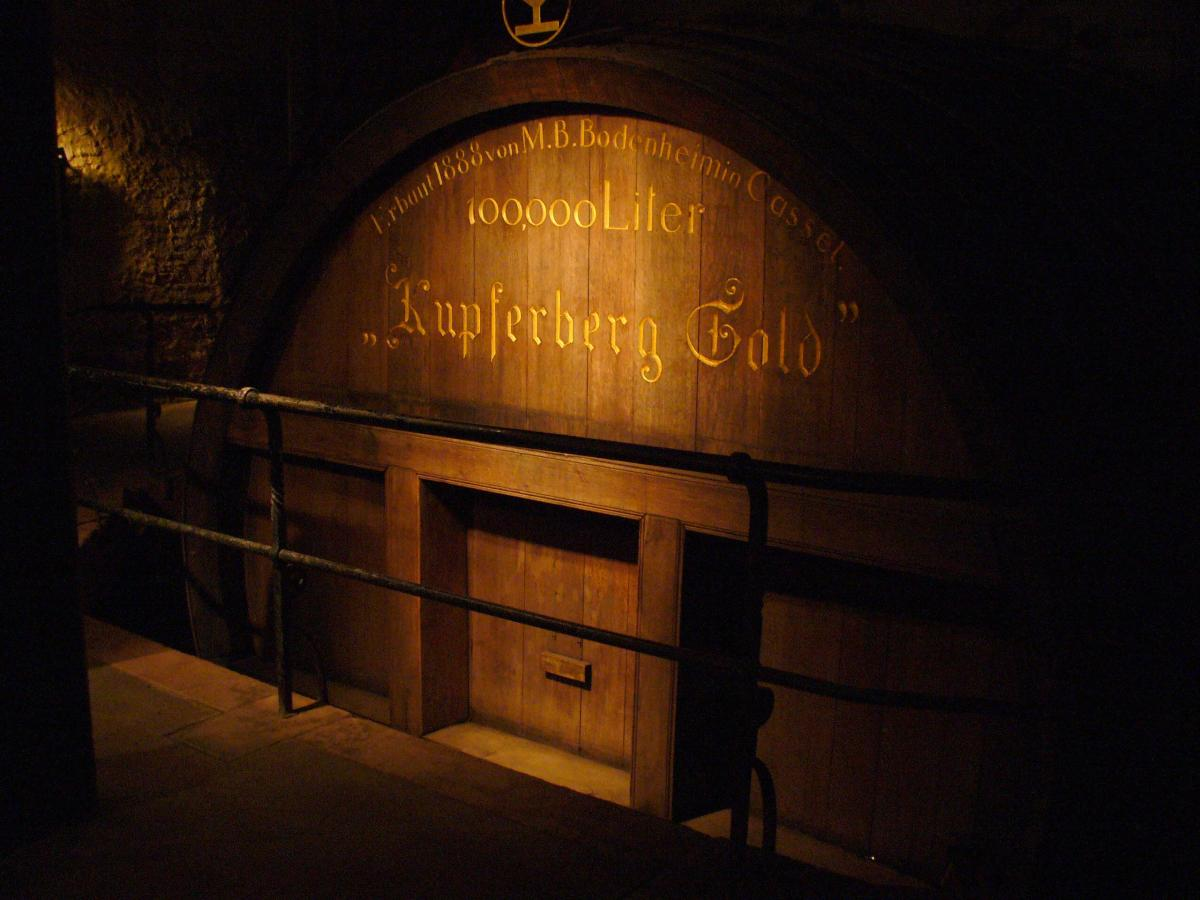
Cuvée-Fass in den Kupferberg-Kellern

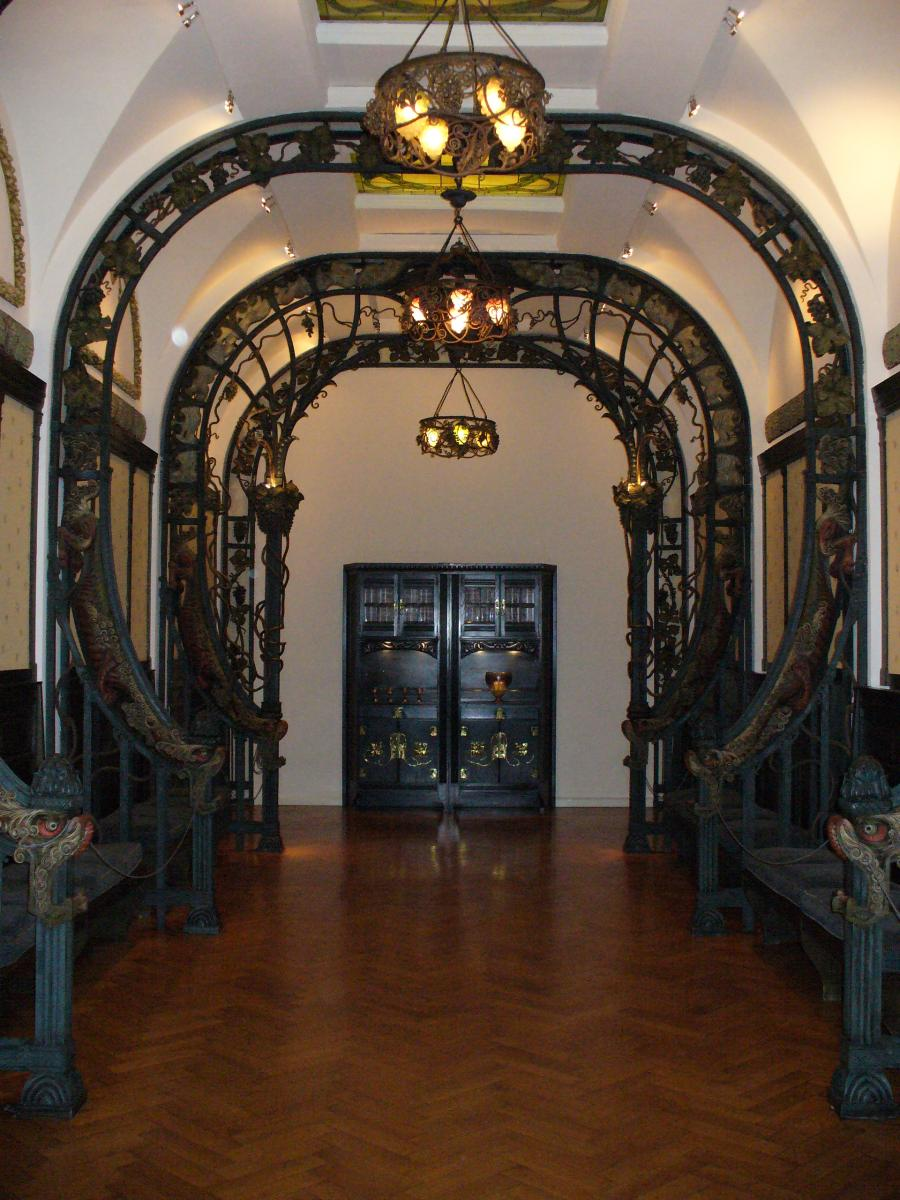
Traubensaal im Haus Kupferberg

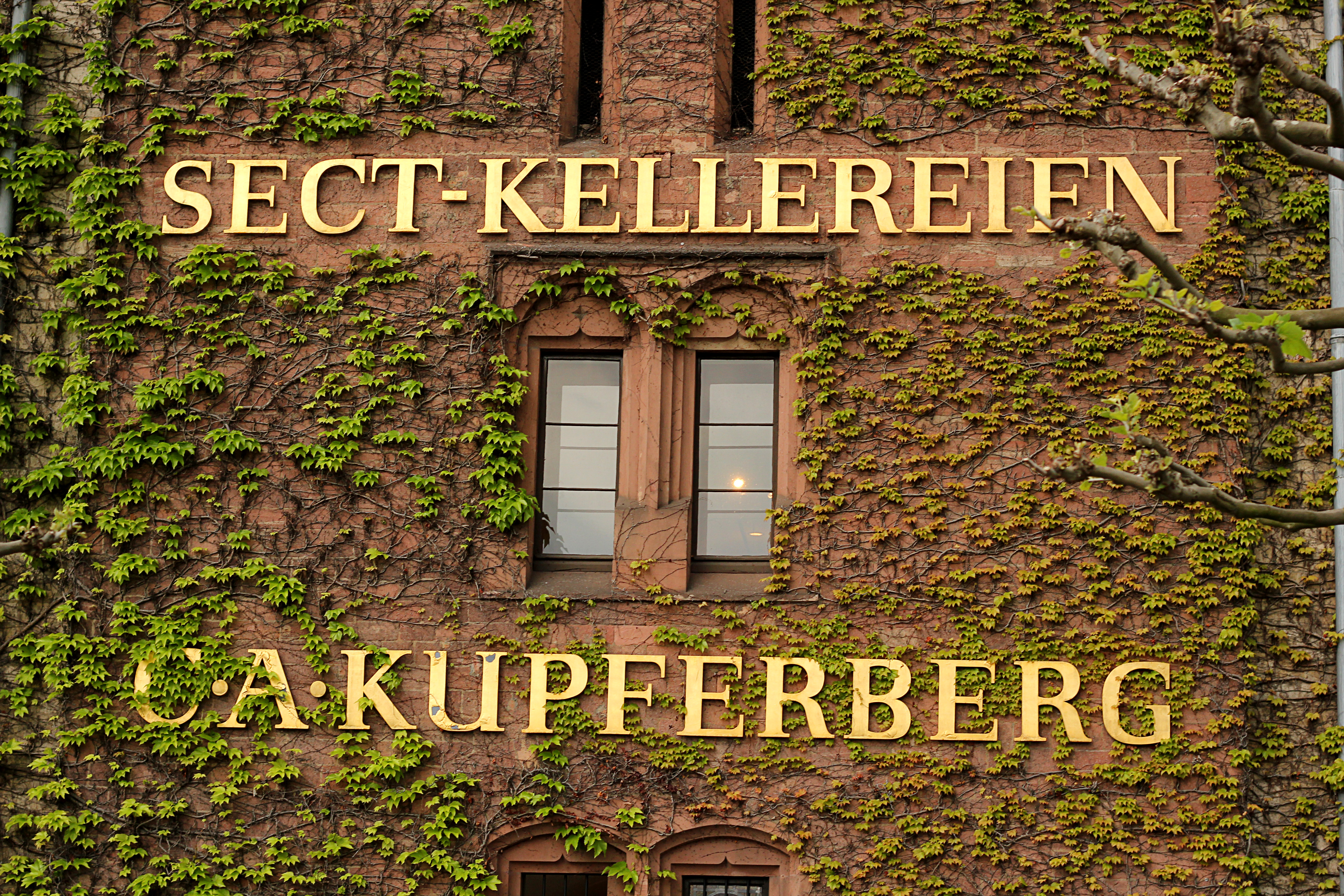
Der Schriftzug am Firmengebäude in Mainz

Aktie über 300 RM der Chr. Adt. Kuperberg & Co KGaA vom 2. Januar 1937

Die Kupferberg Sektkellerei wurde 1850 von Christian Adalbert Kupferberg in Mainz am Rhein gegründet. Seitdem werden dort verschiedene Sektmarken hergestellt. Die bekannteste ist „Kupferberg Gold“, ein halbtrocken bis brut ausgebauter Sekt im unteren Preissegment. 
Die Kellerei verfügt am Mainzer Kästrich über die tiefstgeschichteten Sektkeller der Welt, die über sieben Stockwerke tief insgesamt 60 Kellersegmente umfassen und bis zu 50 m unter der Oberfläche liegen. Das Gelände, auf dem sich die Kellerei ansiedelte, war bis dahin Weinbergsgelände, daher finden sich noch ältere Keller in Seitentrakten. Der Verwaltungsbau an der Kupferbergterrasse 19 wurde 1856 nach Plänen des Stadt- und Dombaumeisters Joseph Laské errichtet. 1872 wurde die Sektkellerei in eine Kommanditgesellschaft auf Aktien (KGaA) umgewandelt. Die Firma wuchs mit den durch die Eisenbahn entstehenden Exportmöglichkeiten und mit konsequenter Nutzung des Markenrechts. Marken, Produktausstattungen, Firmenschriftzüge, Logos und Abbildungen, sind noch heute markenrechtlich und nach anderen Schutzgesetzen zugunsten der Christian Adalbert Kupferberg Sektkellerei geschützt. Eine umfangreiche Ausstellung zu damals genutzten Printmedien, unter anderem von Emil Preetorius, sowie die weltweit größte bekannte Sammlung von Sektgläsern aus verschiedenen Epochen, kann im Hause Kupferberg besichtigt werden.
1978 erwarb das Unternehmen A. Racke GmbH aus Bingen einen Großteil der Aktien. Die Marke „Kupferberg“ wurde 2004 weiter an die Henkell & Co. Sektkellerei (Oetker-Gruppe) verkauft. Die Produktionsanlagen, die im 20. Jahrhundert in den Stadtteil Mainz-Hechtsheim ausgelagert wurden, werden seither nur noch für die Abfüllung von Stillwein genutzt. Mit Wirkung vom 1. Januar 2008 wurden die Kellereianlagen samt den 46 Mitarbeitern und den dort abgefüllten Markenweinen von Grands Chais de France übernommen.